# 懷爾德 (肯塔基州)
懷爾德（英語：Wilder）是一個位於美國肯塔基州坎貝爾縣的城市。

## 地方資料
根據2020年美國人口普查的數據，懷爾德的面積為9.72平方千米，當中陸地面積為9.39平方千米，而水域面積為0.33平方千米。當地共有人口3176人，而人口密度為每平方千米326.75人。